# Ringkvinna

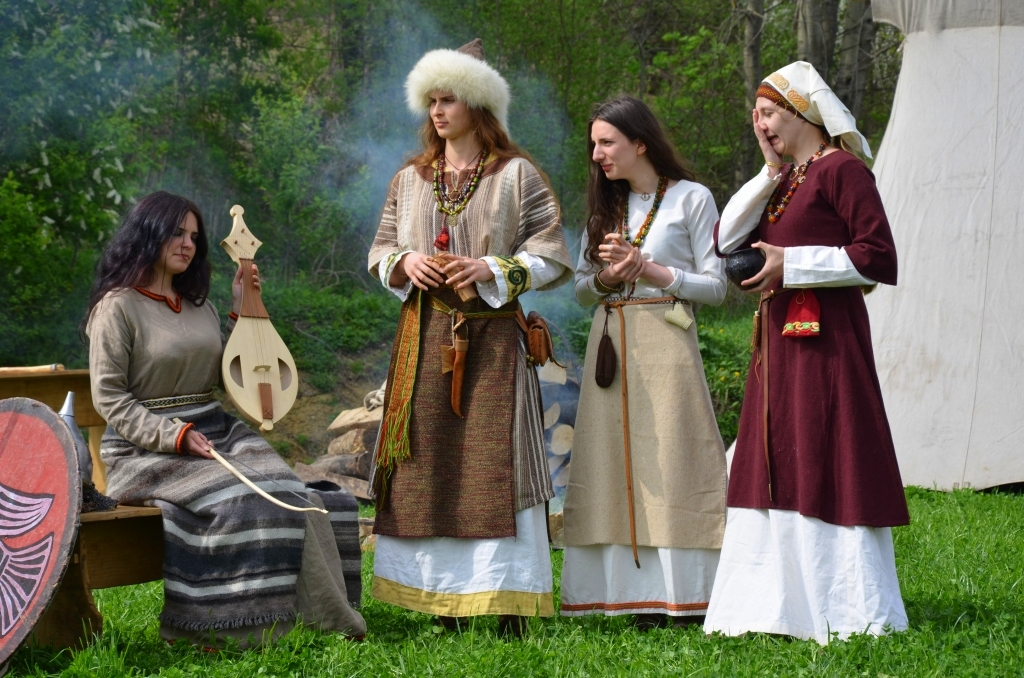
Une Ringkvinna (évocation historique)

Baugrygr ou Ringkvinna  était le titre porté par une femme, non mariée, lorsqu'elle héritait de la charge de chef de famille en général au décès de son père ou de son frère qui lui conférait l'ensemble des tâches et des droits associés à la position qui exista en Scandinavie durant l'Âge des Vikings et jusqu'au Moyen Âge.

## Histoire du titre
La première mention du terme Ringkvinna apparait dans les Grágás islandais et dans les lois Frostathing (en) et Gulating norvégiennes. Dans ces textes, le terme est décrit de manière similaire. Une femme non mariée portait le qualificatif de maer ou mey et était confirmée dans ses droits d'indépendance: à l'âge de vingt ans, elle accédait aux droits de la majorité légale et avait le droit de décider de son lieu de résidence et pouvait se représenter elle-même devant toute instance juridique et sur toute question. Ces mêmes droits s'appliquaient également aux veuves. La seule limitation dans ce statut particulier concernait le choix d'un époux qui restait une prérogative de la famille entière.
En l'absence de mâle proche, une femme non mariée et sans fils héritait ainsi du statut de chef de famille au décès de son père ou d'un frère et devenait une ringkvinna et conservait son statut de chef de clan jusqu'à ce qu'elle se marie et qu'il soit transféré à son époux. Le droit d'hériter s'appliquait autant à la tante paternelle, à la nièce paternelle ou à la petite-fille paternelle du défunt, qui étaient toutes nommées odalkvinna, mais le droit d'hériter de la position de chef de famille était un droit qui ne pouvait être hérité que par la fille ou la sœur d'un homme mort.
La ringkvinna disposait de l'entier soutien de la loi dans l'exercice des tâches normalement assumées par un chef de clan comme le droit de réclamer et obtenir des dédommagements lorsqu'un membre de la famille était assassiné.
Ces dispositions furent maintenues même lors de la christianisation et semblent avoir existé jusqu'à la fin du XIIIe siècle au delà duquel plus aucune mention du terme ne peut être trouvée dans les textes de loi. 